# Лещина разнолистная
Лещина разнолистная (лат. Corylus heterophylla) — вид листопадных деревянистых кустарников рода Лещина (Corylus) семейства Берёзовые (Betulaceae).

## Распространение и экология
В природе ареал вида охватывает Восточную Сибирь (Читинская область), Дальний Восток России, Монголию, Китай, Корею и Японию.. Выше 300—500 м над уровнем моря не поднимается.
Произрастает по опушкам и в подлеске дубовых, чёрноберёзовых, сосновых и смешанных лесов, на гарях и вырубках, по склонам холмов и увалов, на высоких террасах речных долин, на предгорных склонах и плато. Образует заросли, иногда очень густые и труднопроходимые. Теневынослива; хорошо растёт под пологом древесных насаждений и сильно разрастается на открытых солнечных местах.
Лучшими для неё являются свежие, богатые гумусом почвы, но растёт и на сухих полускалистых горных почвах, на аллювиальных суглинистых и супесчаных почвах речных долин; благодаря поверхностной корневой системе не требует мощного почвенного слоя.
Не растёт на заболоченных и избыточно увлажнённых почвах. Обычно лещина разнолистная служит показателем достаточно глубоких и богатых почв пригодных для раскорчёвки и сельскохозяйственного использования.
В естественных условиях размножается семенами и порослью. При посеве семена нужно стратифицировать.

## Ботаническое описание
Низкорослый многоствольный кустарник высотой 1,5—2 м; крона яйцевидная или шаровидная; ствол диаметром до 10 см. Молодые побеги густоопушённые и желёзистые; годовалые — почти голые, светло-коричневые с рассеянными чечевичками.
Почки мелкие, яйцевидные, тупые, с округлыми рёсничатыми чешуями. Листья широко-обратнояйцевидные или округлые, длиной 6—10 см, шириной 5,5—10 см, в основании слабо сердцевидные, на вершине усечённые или почти двухлопастные, с остроконечием, обычно не превышающим широких боковых лопастей, неравномерно удвоенно-зубчатые, сверху тёмно-зелёные и голые, снизу более светлые и по жилкам опушённые; черешки волосистые с железками, длиной от 1 до 2.5—3 см.
Тычиночные серёжки длиной 2—4 см, собраны по 1—5 на цветоносе.
Плоды собраны по два—три на концах веток на ножке длиной до 3 см. Обёртка бархатисто-опушённая, колокольчатая, из двух листочков, немного превышающих орех и рассеченных на 6—9 почти одинаковых зубчатых лопастей. Орех шаровидный, сверху приплюснутый, диаметром около 1,5 см.  
Цветение со второй половины марта до конца апреля. Листья распускаются в мае, желтеют в сентябре и скоро опадают. Орехи созревают в сентябре.
В естественных условиях иногда образует гибриды с лещиной маньчжурской. Гибриды имеют несколько удлинённую плюску, более и менее покрытую жесткими волосками, однако последние от обвёртки не отделяются и в руки не вонзаются.
|                                               |  |  |
| Слева направо: Листья. Мужская серёжка. Плод. |  |  |

## Химический состав
Листья весной и летом содержат значительное количество сырого протеина (14,7—16,6 %). По данным одного анализа, в золе листьев содержится (в %): кальция 26,27, калия 18,34, магния 5,48, натрия 2,09, марганца 0,85, фосфора 7,96, серы 0,92, кремния 2,71. В листьях обнаружено 50 грамм каротина на 1 кг.
| Дата взятия образца | Воды в % | От абсолютно сухого вещества в % | От абсолютно сухого вещества в % | От абсолютно сухого вещества в % | От абсолютно сухого вещества в % | От абсолютно сухого вещества в % |
| Дата взятия образца | Воды в % | Зола                             | Протеин                          | Жир                              | Клетчатка                        | БЭВ                              |
| ------------------- | -------- | -------------------------------- | -------------------------------- | -------------------------------- | -------------------------------- | -------------------------------- |
| 8 июня              | 12,54    | 5,00                             | 16,6                             | 1,8                              | 13,5                             | 63,1                             |
| 22 августа          | 9,62     | 6,9                              | 17,7                             | 1,8                              | 14,5                             | 62,1                             |
| 15 сентября         | 12,36    | 7,4                              | 9,5                              | 2,4                              | 15,4                             | 65,3                             |

## Значение и применение
Орехи съедобные и собираются местным населением для собственного потребления. В урожайные годы под Владивостоком подлесоквые ( не сплошные) заросли лещины дают с 1 га 30—50 кг сырья плодов, из которых выходит 40—50% сырого чистого ореха. По другим данным с 1 гектара сплошных зарослей можно собрать 60—100 кг орехов. Урожайные годы бывают чаще, чем у лещины обыкновенной. По качеству плодов уступает последней, в частности ядро содержит почти на 50% меньше жира и менее вкусное, но даёт ценное пищевое и техническое масло.
Ценное растения для создания лесных полос. Как показала практика, при культивировании в защитных полосах на Украине является лучшим спутником дуба: в достаточной мере затеняет почву, в первые годы имеет одинаковую с ним энергию роста, не заглушает его и является лучшим подгоном — создавая боковое отенение. Начинает плодоносить в 4—5-летнем возрасте. Естественные порослево-кустарниковые заросли с господством или значительным участием лещины разнолистной при некотором уходе могут быть превращены в своеобразные ореховые лесосады.
Ценный ранневесенний пыльценос. В тихую безветренную погоду пчёлы собирают пыльцу с утра до вечера. На пасеках расположенных вблизи лещины разнолистной, пчёлы собирают до 15% всей всей пыльцы приносимой за апрель. Пыльца бледно-желтая, мелкая. В одной сережке от 85 до 135 цветков. Пыльцепродуктивность одной сережки 3,3—4,7 мг. С одного дерева высотой 1,5 метра может быть собрано до 3,8 грамм пыльцы.
Благодаря высокой зимостойкости представляет исключительный интерес для создания плантаций в Сибири и на Дальнем Востоке.
Листья и молодые побеги могут заготавливаться на веточный корм скоту. Пятнистым оленем в небольших количествах поедается круглый год (тонкие ветки, почки, листья); ветки, однако поедаются плохо; к выпасу неустойчива.

### Таксономия
Вид Лещина разнолистная входит в род Лещина (Corylus) подсемейства Лещиновые (Coryloideae) семейства Берёзовые (Betulaceae) порядка Букоцветные (Fagales).
|  |                                      |  |                                                             |                                                             |                     |  | ещё 7 семейств (согласно Системе APG II) | ещё 7 семейств (согласно Системе APG II)                   |                                                            |  |  |  | ещё 3 рода   | ещё 3 рода              |  |  |
|  |                                      |  |                                                             |                                                             |                     |  | ещё 7 семейств (согласно Системе APG II) | ещё 7 семейств (согласно Системе APG II)                   |                                                            |  |  |  | ещё 3 рода   | ещё 3 рода              |  |  |
|  |                                      |  |                                                             | порядок Букоцветные                                         |                     |  |                                          |                                                            | подсемейство Лещиновые                                     |  |  |  |              | вид Лещина разнолистная |  |  |
|  |                                      |  |                                                             | порядок Букоцветные                                         |                     |  |                                          |                                                            | подсемейство Лещиновые                                     |  |  |  |              | вид Лещина разнолистная |  |  |
|  | отдел Цветковые, или Покрытосеменные |  |                                                             |                                                             | семейство Берёзовые |  |                                          |                                                            | род Лещина                                                 |  |  |  |              |                         |  |  |
|  | отдел Цветковые, или Покрытосеменные |  |                                                             |                                                             |                     |  |                                          |                                                            |                                                            |  |  |  |              |                         |  |  |
|  |                                      |  | ещё 44 порядка цветковых растений (согласно Системе APG II) | ещё 44 порядка цветковых растений (согласно Системе APG II) |                     |  |                                          | ещё одно подсемейство, Берёзовые (согласно Системе APG II) | ещё одно подсемейство, Берёзовые (согласно Системе APG II) |  |  |  | ещё 16 видов |                         |  |  |
|  |                                      |  |                                                             | ещё 44 порядка цветковых растений (согласно Системе APG II) |                     |  |                                          |                                                            | ещё одно подсемейство, Берёзовые (согласно Системе APG II) |  |  |  |              |                         |  |  |

### Представители
В рамках вида выделяют несколько разновидностей:
- Corylus heterophylla var. heterophylla
- Corylus heterophylla var. sutchuenensis Franch.
- Corylus heterophylla var. thunbergii Blume